# Фаиз, Элис
Элис Фаиз (урду ایلس فیض‎, имя при рождении Элис Кэтрин Айви Джордж англ. Alys Catherine Ivy George; сентябрь 1915 — 12 марта 2003) — пакистанская поэтесса, писательница, журналистка, активистка по правам человека, социальный работник и учитель. Элис родилась в Лондоне, но позже стала натурализованной гражданкой Пакистана. Она была женой Фаиза Ахмада Фаиза и матерью Салимы Хашми и Мунизы Хашми.

## Ранний период жизни
Элис Джордж была дочерью лондонского книготорговца и в подростковом возрасте вступила в Коммунистическую партию. Она и её сестра Кристобель были активны в левых кругах в 1930-х годах и были близки к индийским интеллектуалам, обосновавшимся в Лондоне. Элис служила неофициальным секретарем Кришны Менона, секретаря Лиги независимости Индии. Кристобель вышла замуж за доктора МД Тасира и присоединилась к нему в Индии, где он был директором колледжа. В 1938 году Элис отправилась в Индию, чтобы навестить свою сестру, и, когда началась Вторая мировая война, она решила остаться там.

## Брак и жизнь в Пакистане
В 1941 году она заключила никах (брачный акт) с Фаизом Ахмадом Фаизом, который был торжественно оформлен Шейхом Абдуллой в Шринагаре в Пари Махале, в летнем дворце Махараджи Хари Сингха, где жил М Д Тасир , тогдашний директор колледжа. После замужества Элис приняла ислам, и Фаиз дал ей мусульманское имя «Кулсум». Элис Фаиз присоединилась к редакции газеты Pakistan Times в 1950 году, где Фаиз Ахмад Фаиз уже работал редактором газеты. Она отвечала за женскую и детскую части газеты.

## Семья
Она была тетей Салмана Тасира, сына ее сестры Кристобель.
У Элис и Фаиза было две дочери: Салима Хашми и Муниза Хашми. Художник Адиль Хашми — ее внук.

## Память
После ее смерти Хабиб Р. Сулемани написал в газете The Dawn: «Во время моего десятилетнего пребывания в Лахоре, как молчаливого наблюдателя литературной сцены, я был очарован ее жизненной историей, которая заставила меня поверить, что женщины сильнее мужчин и обладают огромной силой и талантом примирения и преодоления разрывов между двумя семьями или странами. Элис придала мужества многим западным женщинам, которые были замужем за пакистанцами и теперь живут здесь как гражданки. Элис принесла много жертв. Жизнь и поэзия Фаиза Ахмада Фаиза так или иначе повлияли на сотни тысяч людей, но Элис сформировала его жизнь и поэзию. Изучение Фаиза, как человека и поэта, не может быть полным без изучения Элис. Скорее, я должен сказать, что она сама по себе заслуживает особого внимания как писатель и поэт.
Недавняя драматическая постановка «Chand Roz Aur Meri Jaan» впервые сосредоточилась на неповторимой химии между Фаизом и Элис. «Chand Roz Aur Meri Jaan» представляет доселе неизвестные аспекты их совместной жизни с помощью писем, которыми они обменивались, особенно во времена «Rawalpindi Saazish». В одной из таких постановок в Амритсаре театральная актриса Сучитра Гупта играла роль Элис вместе с датчанином Икбалом. Таким образом, помимо нескольких газетных статей и интервью в книгах, эта постановка является первой попыткой отдать дань уважения молчаливой роли, которую Элис сыграла в формировании жизни Фаиза».

## Смерть

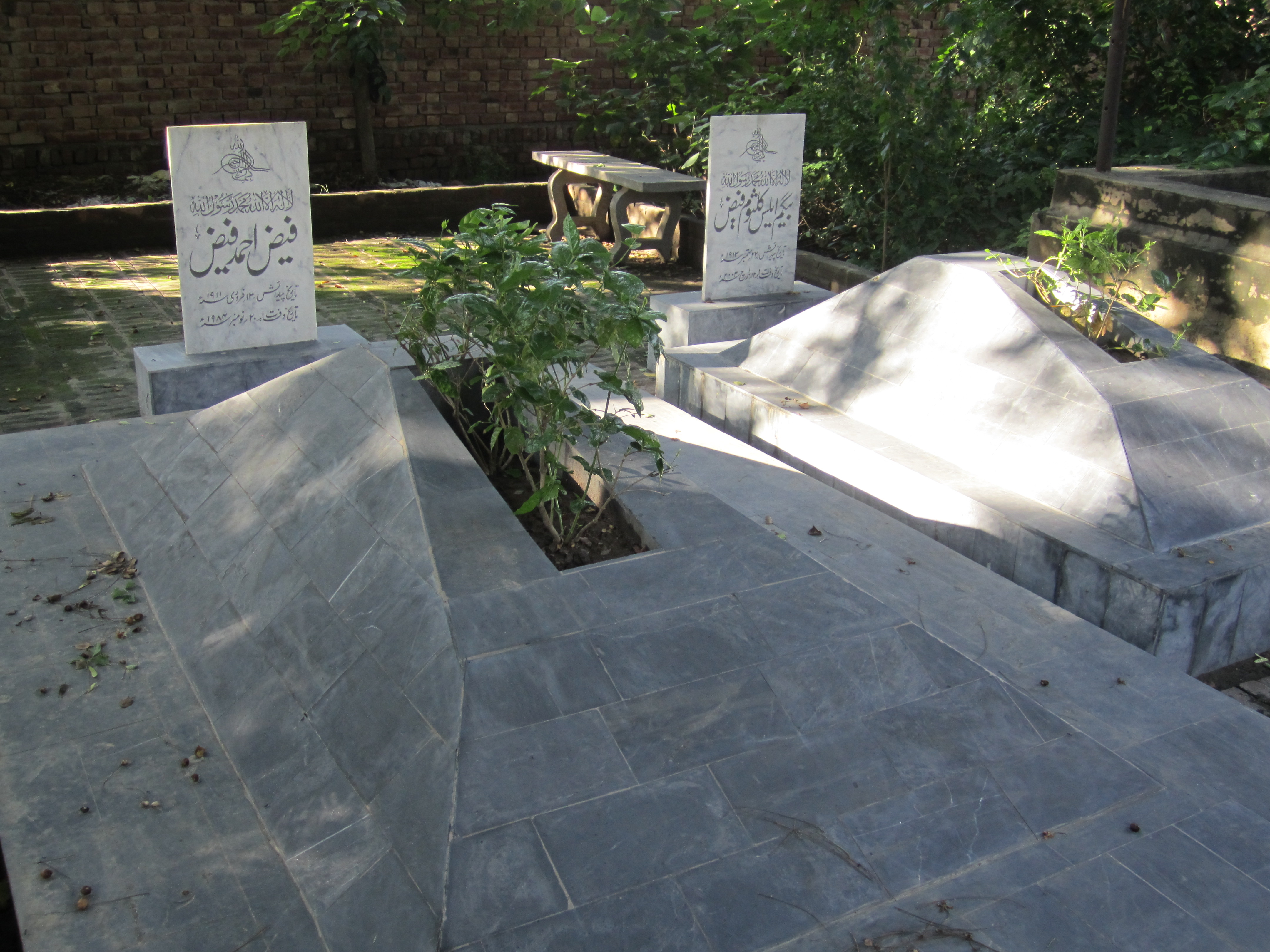
Элис Фаиз (справа) и ее муж Фаиз Ахмед Фаиз (слева), место упокоения на кладбище Model Town, Лахор, Пакистан

Элис Фаиз умерла 12 марта 2003 года в Лахоре, Пакистан, в больнице в возрасте 87 лет. Она некоторое время плохо себя чувствовала и была прикована к дому после перелома бедренной кости при падении. Её доставили в отделение неотложной помощи местной больницы для лечения, но она не выжила. Она была похоронена на кладбище «Model Town» в Лахоре рядом со своим мужем Фаизом Ахмадом Фаизом, который умер ранее 20 ноября 1984 года.